# Farmington Historic Home

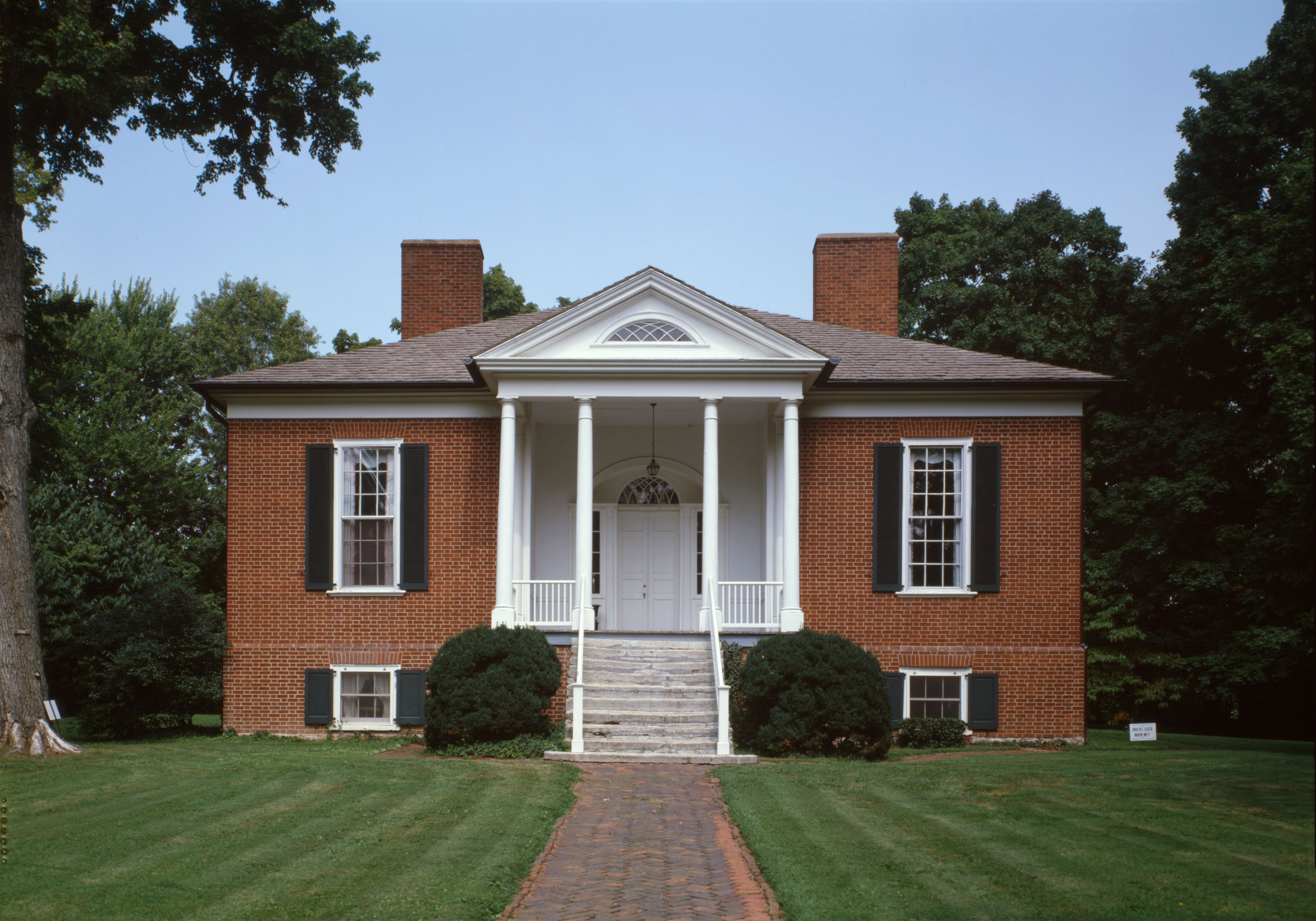
L'habitation de Famington photographiée par Jack Boucher en 1979.

Farmington est une propriété historique d'environ 7,3 ha situé à Louisville (Kentucky). La propriété était située au centre de la plantation de chanvre possédée par John et Lucy Speed. L'habitation construite possède une architecture de style fédéral basée probablement sur des plans réalisés par Thomas Jefferson et qui sont conservés aujourd'hui dans la Coolidge Library de la Massachusetts Historical Society. 
Speed bâtit la maison pour sa femme Lucy Gilmer Fry, qui était la petite fille du docteur Thomas Walker, le médecin de Thomas Jefferson. James Speed devint procureur général des États-Unis en 1863.

## Description

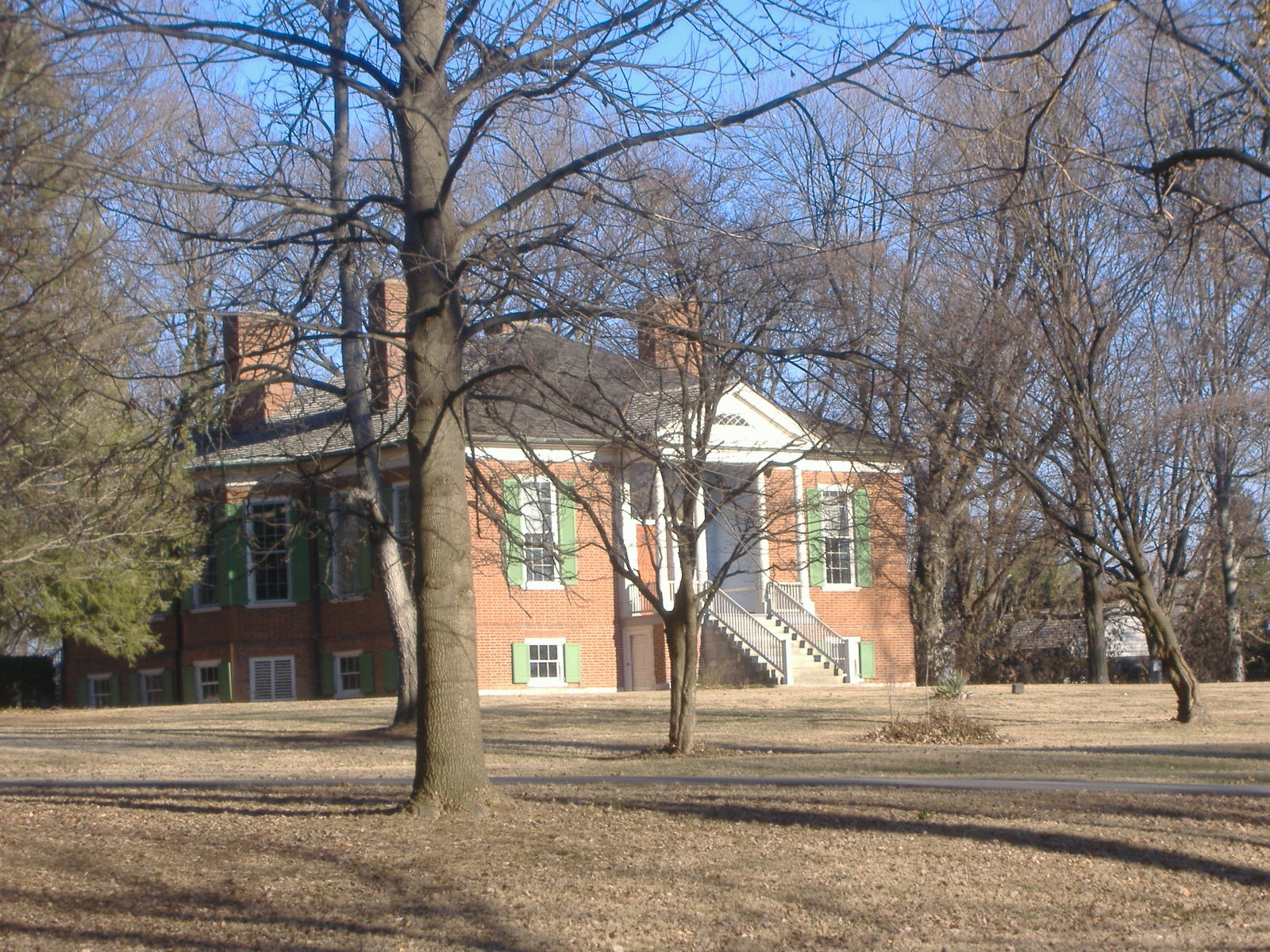
Vue de côté de l'habitation : on distingue une des pièces octogonales.

Le bâtiment en briques de forme rectangulaire (19 m sur 15) ne possède qu'un niveau sur une cave surélevée. Il compte 14 pièces, plus quelques pièces pour les serviteurs dans la cave surélevée.
Une particularité du bâtiment est qu'il possède deux pièces octogonales dans le style de Jefferson. Une de ces salles est une salle à manger. La maison a été restaurée comme attraction touristique et une plantation y a été remise de la même façon qu'au XIXe siècle.
Le bâtiment fait partie du Registre national des lieux historiques depuis 1972.